# Amalia Fenollosa
Amalia Fenollosa Peris, de nombre completo Amalia Juana María (1825-1869), fue una poeta y escritora española del siglo xix, que ha sido adscrita al Romanticismo.

## Biografía
Nacida en Castellón de la Plana el 8 de febrero de 1825. Quedó huérfana de padre a los 13 años. En 1841 Fue nombrada socia corresponsal de la Academia Literaria de Santiago de Compostela y en 1842 fue socia de mérito del Liceo de Valladolid y al año siguiente del Liceo de Valencia. En 1846 fue nombrada miembro corresponsal de la Sociedad Filomática de Barcelona. Estuvo casada con el periodista Juan Mañé y Flaquer. Falleció muy joven en Barcelona, en 1869.

## Obra
Publicó varias novelas y numerosos artículos literarios en publicaciones periódicas como Revista Vascongada (Bilbao, 1843), El Eco Literario (Valencia, 1844), y La Lira Española (Cádiz, 1847).
Publicó El premio de la virtud en la revista El Genio, dirigida por su amigo Víctor Balaguer, en doce capítulos durante el mes de abril de 1845. Malvina de Serhati fue publicada en La Lira Española. Semanario de Música, Literatura y Teatros, entre octubre y diciembre de 1846. Fueron relatos escritos por encargo. Su enfoque es moralizante y las recreó en un pasado medieval. El Premio es ejemplo de los relatos románticos: lugares exóticos, melodrama, ambientes nocturnos y peligrosos, amores imposibles... Los protagonistas deben superar una serie de obstáculos constantes. La narradora interviene constantemente con monólogos en los que interpela al lector. Su lenguaje es elevado, fuera de lo cotidiano. Por su parte, Malvina es una historia truculenta y folletinesca. También interviene la narradora con valoraciones psicológicas de los personajes.

### Hermandad Lírica
Mantuvo correspondencia con Vicenta García Miranda y Manuela Cambronero. Con ellas pertenece a la llamada Hermandad lírica, red de apoyo mutuo de escritoras isabelinas cuya mentora era Carolina Coronado. Publicó en el Pensil del Bello Sexo, suplemento especial de El Genio, dirigido por su amigo Víctor Balaguer, junto a Coronado, Cambronero, Josefa Massanés, Ángela Grassi o Gertrudis Gómez de Avellaneda.